# یواس‌اس مکمب (دی‌دی-۴۵۸)
یواس‌اس مکمب (دی‌دی-۴۵۸) (به انگلیسی: USS Macomb (DD-458)) یک کشتی بود که طول آن ۳۴۸ فوت ۲ اینچ (۱۰۶٫۱۲ متر) بود. این کشتی در سال ۱۹۴۱ ساخته شد.